# Winter (hudební skupina)
Winter je tříčlenná americká death/doommetalová kapela z New Yorku. Patří mezi průkopníky svého žánru. I přes to, že kapela delší dobu nevydala žádné album, je stále aktivní. Winter zahráli v roce 2011 na Roadburn Festivalu v Nizozemsku.

## Členové
Sestava
- John Alman – vokály, baskytara
- Stephen Flam – kytara (později člen Thorn)
- Joe Gonclaves – bicí (na demu)
- Frank Casey – bicí (Into darkness)

Koncertní členové
- Jimmy Jackson – bicí
- Chris Flam – video

## Diskografie
- Hour of Doom (demo 1989)
- Into Darkness (LP 1990)
- Eternal Frost (EP 1994)
- Into Darkness / Eternal Frost (kompilace 1999)

Album bylo znovu vydáno v roce 1992 nakladatelstvím Nuclear Blast, a znovu v roce 1999 jako kompilaci obsahující i materiál z EP 1994. EP obsahuje skladby z demo nahrávky a bonus.
Nakladatelství Metal Mind Records oznámilo v únoru 2008, že vydají obě, album Into Darkness a EP Eternal Frost, jako limitovanou digipak edici čítající 2000 kusů a to 13. května toho roku.